# Rubens Santoro

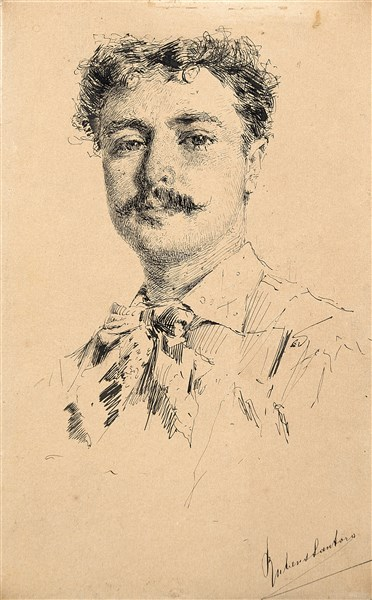
Autoritratto (data sconosciuta)

Rubens Santoro (Mongrassano, 26 ottobre 1859 – Napoli, 30 dicembre 1941) è stato un pittore italiano.

## Biografia
Nato a Mongrassano, in provincia di Cosenza, ove suo padre faceva professione di scultore in legno. Si trasferì a Napoli all'età di 10 anni per studiare lettere, ma la sua inclinazione era la pittura. Studiò poco o nulla all'Accademia di belle arti di Napoli: studiò invece da sè e fu sua maestra la natura e cominciò ad esporre le sue opere nel 1874. La sua prima opera fu una piccola scena di genere: Una ragazza che ride. Domenico Morelli ne prese nota e lo incoraggiò.

Nella sua pittura prevalse la paesistica, iniziando a dipingere paesaggi a Granatello, vicino a Napoli, dove si trovava in visita il pittore Marià Fortuny, che lo elogiò dicendo:
Molti finiscono dove hai iniziato... (tu) continua a studiare di più dal vivo; degli antichi pittori solo due o tre impareranno dalla natura per aggiungere qualcosa alla loro arte. Ho dovuto lavorare dodici anni, e Dio sa quanto e quanto sforzo, per rompere i cancelli dell'Accademia dentro cui mi ero imprigionato, mentre tu respiri l'aperto e l'hai già raggiunto.
Santoro cambiava continuamente le sue vedute, dipingendo a Torre Annunziata, Castellammare di Stabia, Procida, la Costiera Amalfitana e Resina. Durante i suoi lunghi viaggi in campagna, si intratteneva suonando il mandolino. Molti dei suoi paesaggi amalfitani furono acquistati dalla Galleria Goupil. Due furono esposte all'Esposizione di Napoli del 1877: Marina di Maiuri e Grotta degli Zingari . All'Isola di Capri completò le seguenti tele inviate all'Esposizione di Torino del 1880: Marina di Napoli; Pozzo; Zingara; Zingare; Cavalcavia; Monte Tiberio; Quiete (mezza figura di donna); Giovinezza; e Vecchiezza. Re Umberto I, nella visita alla suddetta Mostra a Torino, volle che il giovane artista gli fosse presentato. Il re gli strinse la mano e gli offri parole d'incoraggiamento. La regina Margherita invece acquistò il quadro Giovinezza, a cui il Giurì designava anche un premio. A Venezia dipinse le vedute: Chiostro di San Gregorio; Via di Piccioni; Casa in legno; San Barnaba; Ponte de Turchetti; Al sole; Le lavoratrici di coralli; Casa Blu; e Canal Grande.
Si trasferì poi a Parigi e, dopo un viaggio in Inghilterra, tornò a Napoli e fu ancora più prolifico. Colnaghi, il mercante d'arte di Londra, commissionò all'artista dei dipinti per Stewart Gardner. Il suo dipinto Verona, esposto all'esposizione di Barcellona del 1911, vinse una medaglia d'argento.

## Galleria d'immagini

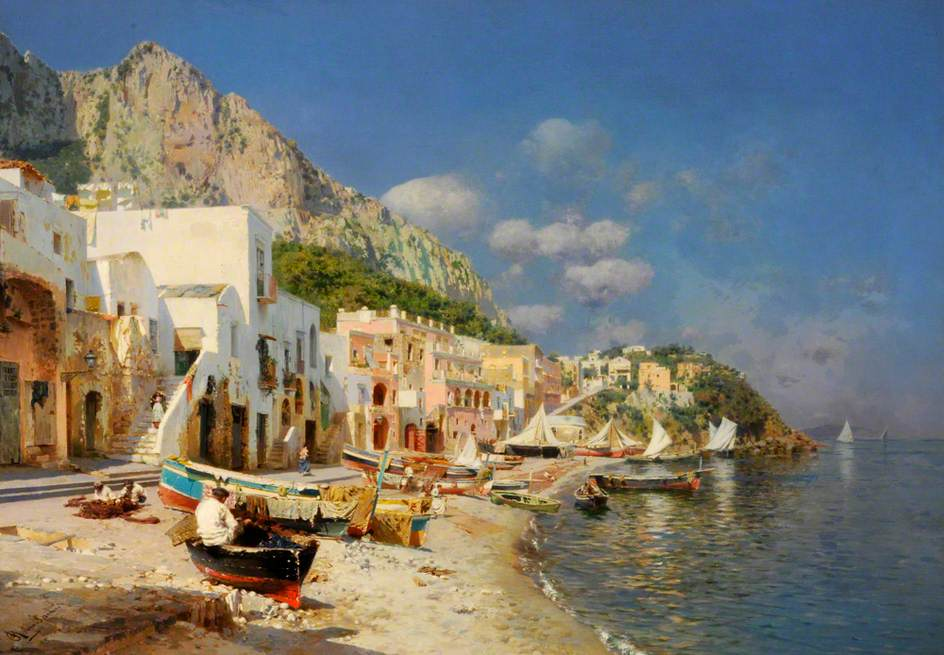
Capri
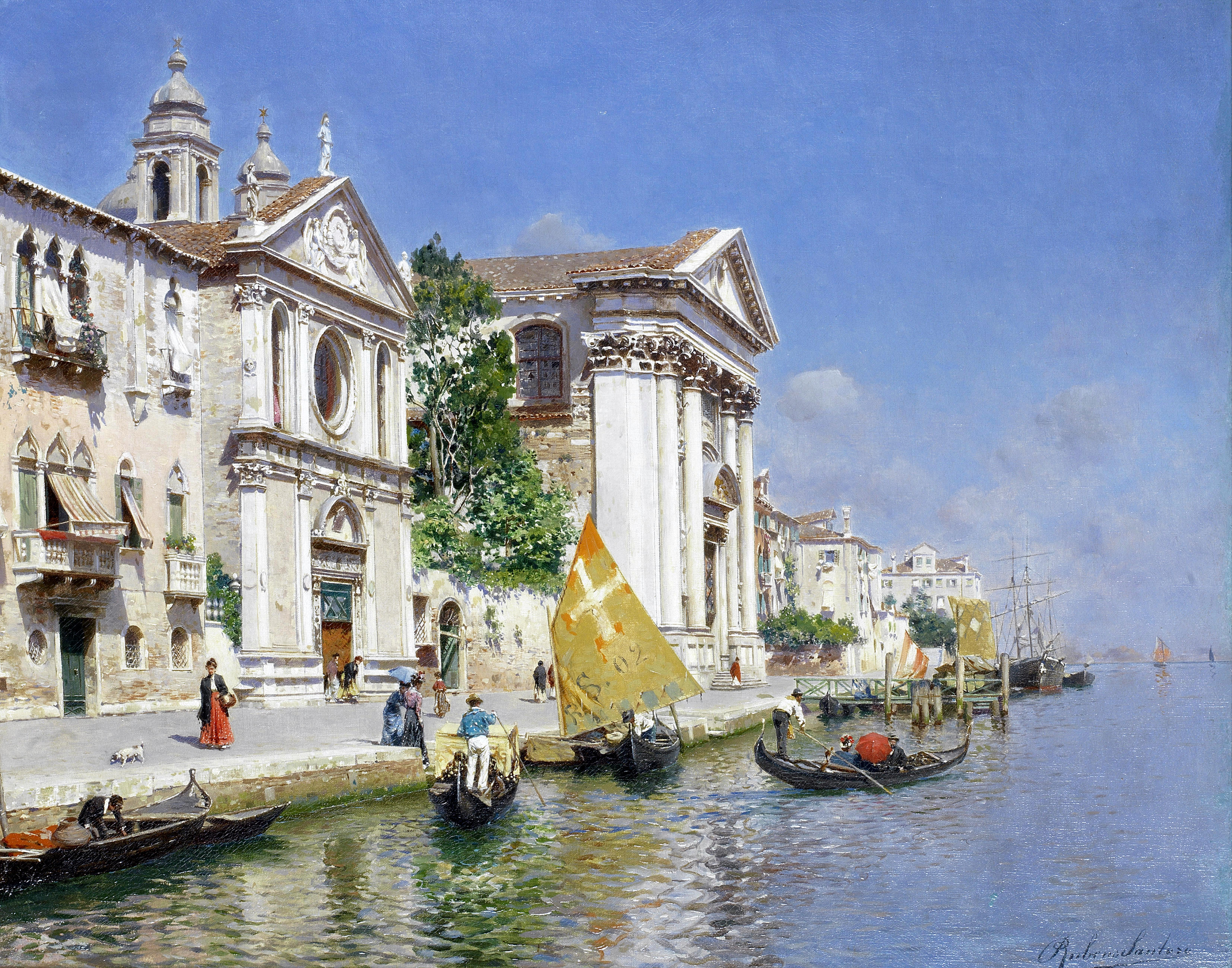
La Zattera e la chiesa dei Gesuati
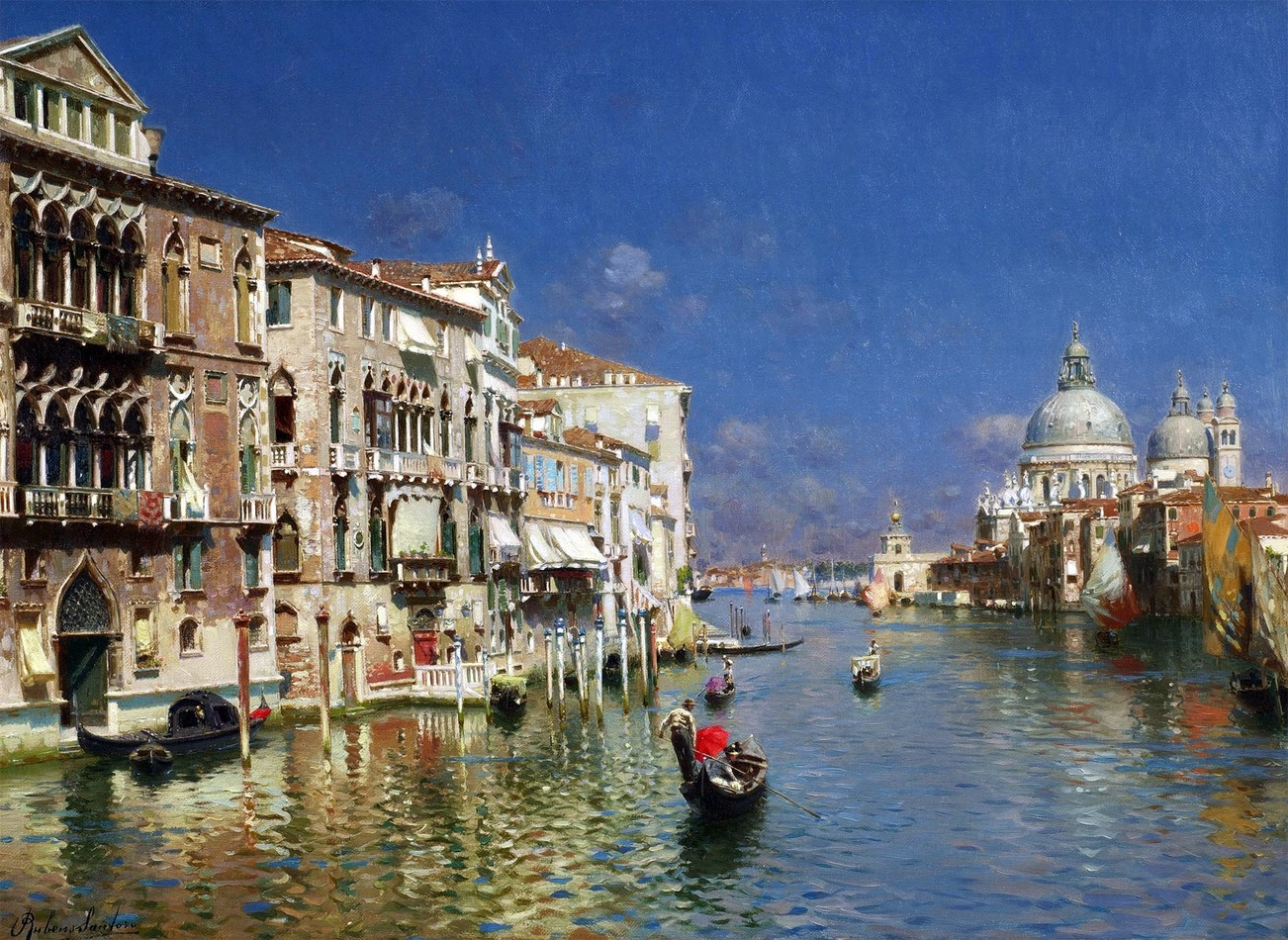
Il Canal Grande
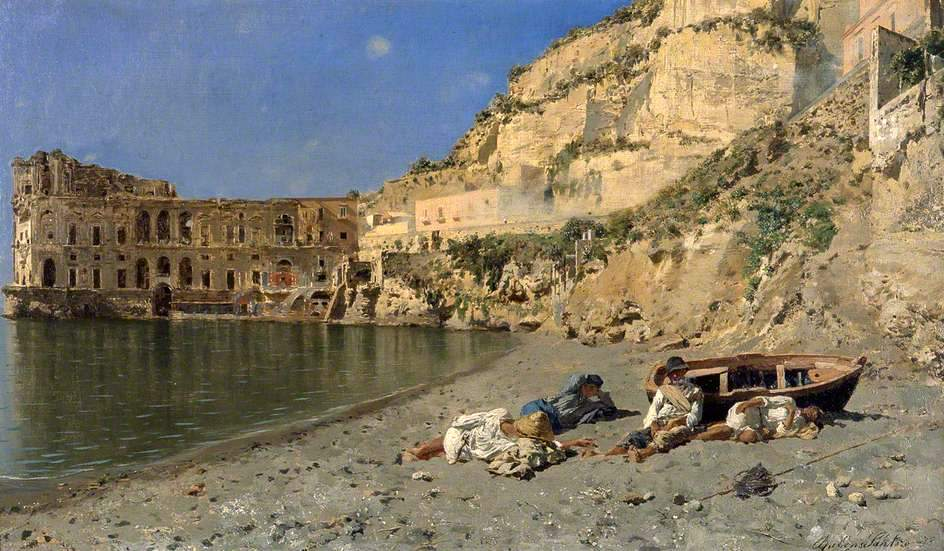
Una siesta al sole